# Lyndhurst (Hampshire)
Lyndhurst – wieś w Anglii, w hrabstwie Hampshire, w dystrykcie New Forest. Leży 26 km na południowy zachód od miasta Winchester i 124 km na południowy zachód od Londynu. W 2001 miejscowość liczyła 2973 mieszkańców.